# Parc de Pavlovsk
Le parc de Pavlovsk (en russe : Павловский парк) est un parc urbain situé autour du palais de Pavlovsk à Saint-Pétersbourg en Russie. Ce parc à l'anglaise ponctué de fabriques et de pavillons néo-classiques a une superficie de 600 hectares. Le parc est organisé en neuf secteurs de superficies différentes.

## Plan du parc
|                                                        |                                    |                                      |
| I Secteur central                                      | III Vallée de la rivière Slavianka | V Vieille Sylvie                     |
| 1. Palais de Pavlovsk et statue de Paul Ier            | 18. Colonnade d'Apollon            | 35. Douze chemins                    |
| 2. Jardin privé                                        | 19. Bain froid                     | 36. Monument aux chers parents       |
| 3. Pavillon des Trois Grâces                           | 20. Pont des Centaures             | 37. Cascade en ruines                |
| 4. Triple allée de tilleuls                            | 21. Porte de Bronze                | 38. Étangs de la Vieille Sylvie      |
| 5. Volière                                             | 22. Pont bossu                     | VI Nouvelle Sylvie                   |
| 6. Labyrinthe                                          | 23. Pont Noir                      | 39. Statue d'Apollon Musagète        |
| 7. Pavillon de Rossi                                   | 24. Vieux Châlet                   | 40. Colonne de la « fin du monde »   |
| 8. Les Grands Ronds                                    | 25. Temple de l'Amitié             | 41. Mausolée à l'Époux bienveillant  |
| 9. Grand Escalier de pierre                            | 26. Pont de Fonte                  | VII Vallée Rouge                     |
| 10. Théâtre de Verdure                                 | 27. Grande Cascade                 | 42. Pont de la Nouvelle Sylvie       |
| 11. Gloriette de Rossi                                 | 28. Lac Rond                       | 43. Ruines                           |
| 12. Laiterie                                           | 29. Pont Visconti                  | 44. Pavillon d'Élisabeth             |
| II Champ de Parade                                     | 30. Amphithéâtre                   | VIII Vallée des Étangs               |
| 13. Mémorial en souvenir des victimes de la Révolution | 31. Tour Pil                       | 45. Étangs de la Salle Ronde         |
| 14. Étangs du Pavillon des Roses                       | IV Bouleau Blanc                   | 46. Étangs du Nouveau Châlet         |
| 15. Pont aux Cerfs                                     | 32. Rond-point des bouleaux blancs | 47. Étang de Vénus et île de l'Amour |
| 16. Île de la princesse Lieven                         | 33. «le plus bel endroit»          | IX Grande Étoile                     |
| 17. Colonne de la princesse Lieven                     | 34. Pavillon des Roses             | 48. Salle Ronde                      |
|                                                        |                                    | 49. Stade                            |
|                                                        |                                    | 50. Maison de Musique (Vauxhall)     |
|                                                        |                                    | 51. Étangs du Vauxhall               |
|                                                        |                                    | 52. Place de la Promenade            |

## Secteurs du parc

### Secteur central

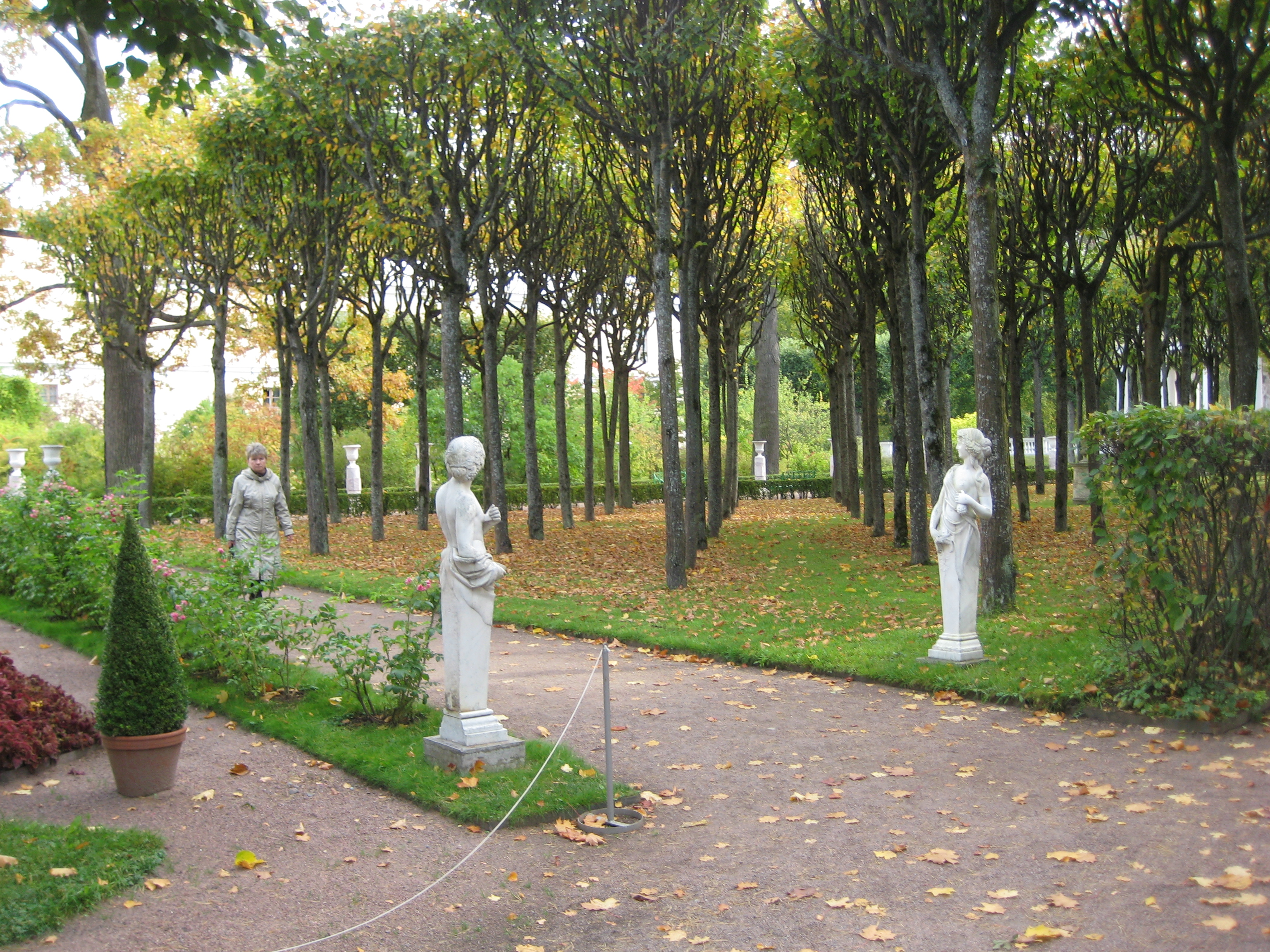
Aperçu du Jardin privé.

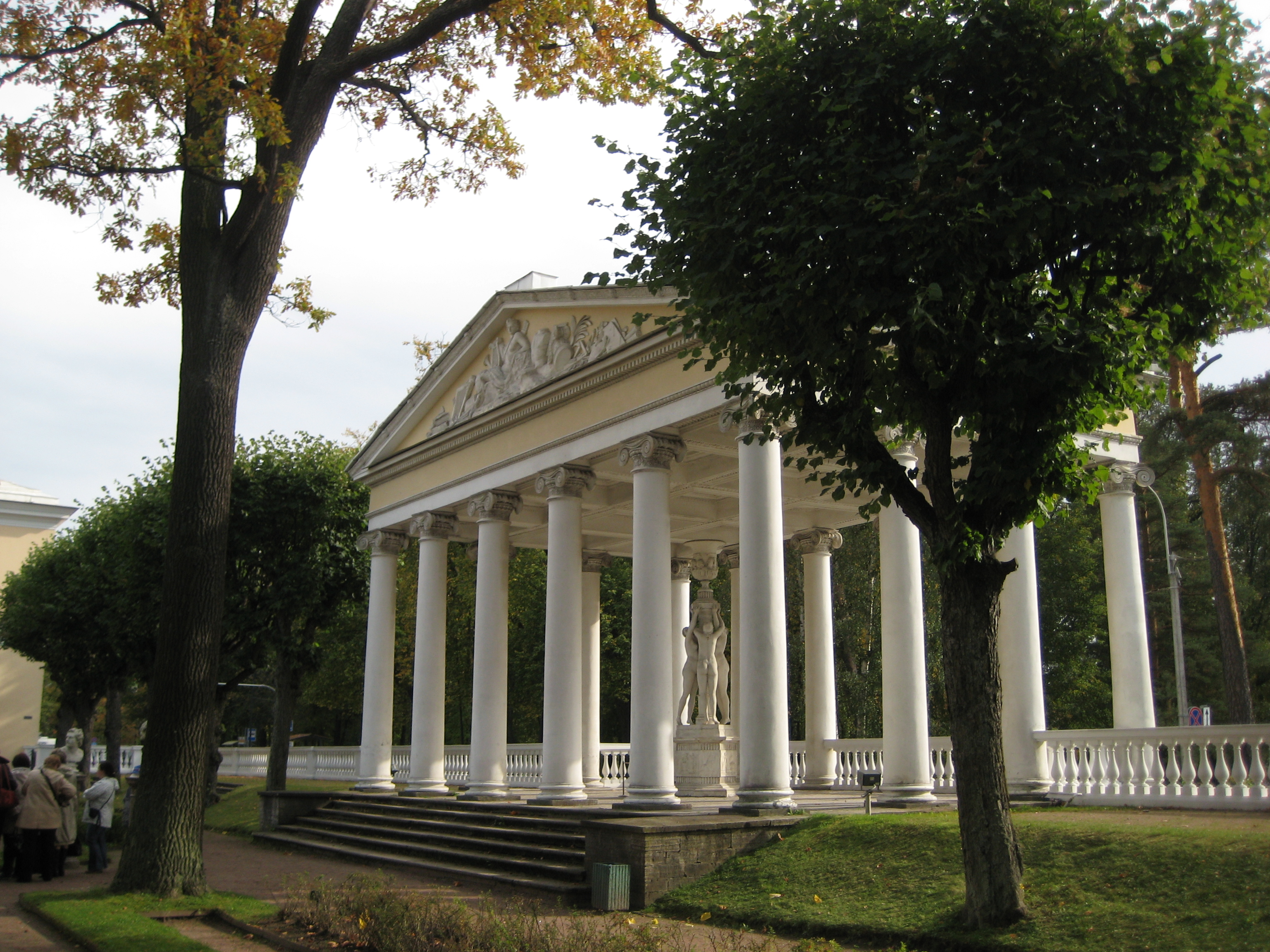
Le Pavillon des Trois Grâces.

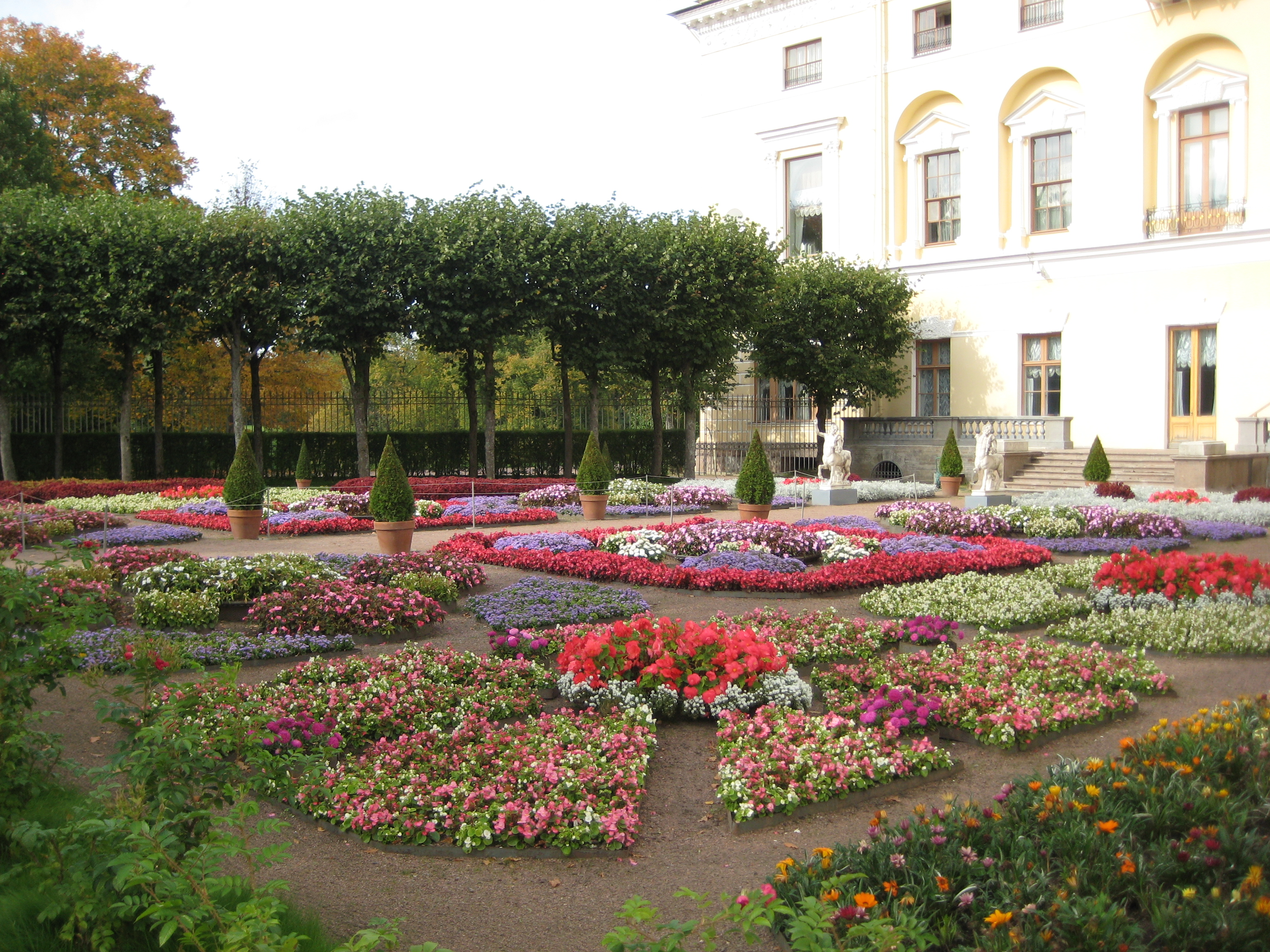
Partie du Jardin privé avec ses parterres de fleurs.

Ce territoire du parc est le plus proche du palais de Pavlovsk. Il a été dessiné par Charles Cameron selon un plan régulier avec une nature plus ordonnée et des arbrisseaux taillés.
- Le Jardin privé (1801-1803) couvre une surface d'un demi-hectare. Il a été dessiné par Cameron et le Suisse Viollier, ainsi que le jardinier Whisler. Il est délimité par la façade sud du palais et la rivière Slavianka et se trouve sous les fenêtres des appartements privés de l'impératrice. Il est fermé par les hauts murs du palais, une grille et du côté de la route par une terrasse à balustrade. Il est conçu dans le style des jardins réguliers à la française ou à la flamande avec des parterres géométriques rappelant les couleurs d'un tapis. Il est ombragé de tilleuls taillés et de peupliers pyramidaux et parsemé de statues de marbre, de bustes et de vases.
  - L'allée centrale du jardin mène au Pavillon des Trois Grâces (1800, construit par Cameron, sculptures de Paolo Triscorni) qui est agrémenté d'un portique à l'antique de seize colonnes ioniques. Sur l'un des frontons un bas-relief représente Apollon avec sa lyre (sculpteur: Ivan Prokofiev) entouré des attributs de l'art, et sur l'autre, la déesse de la sagesse, Minerve, avec les emblèmes de la force et de la gloire. Le plafond est décoré de rosettes et d'acanthes. C'est en 1803 qu'on y installe le groupe sculpté des trois Grâces en marbre (copie de l'œuvre de Canova). Les Grâces s'appuient sur un vase posé sur une colonne.

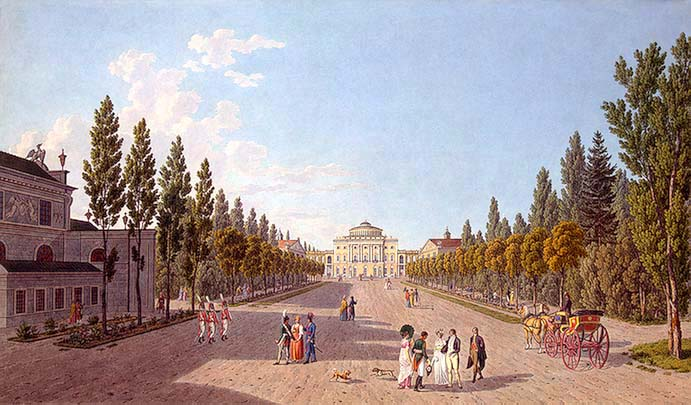
La triple allée de tilleuls en 1808, aquarelle de Gabriel Ludwig Lory (musée de l'Ermitage).

- La triple allée de tilleuls mène du palais au Champ de Parade. Des rangées de vieux tilleuls divisent cette voie en trois parties : la partie centrale plus large pour les équipages et les parties latérales plus étroites pour les piétons.
- Au sud, se trouve la Volière (1782) de style classique, conçue par Cameron. La partie centrale est couronnée d'une coupole et réunit des colonnades doriques de chaque côté. La corniche et la coupole ont été dessinées par Johann Rudolf et Ivan Ivanov sous la supervision de Vincenzo Brenna. Une statue de Flore apportée d'Italie ajoute à la poésie. La volière servait à une foule d'oiseaux exotiques qui vivaient dans les galeries. En 1818, l'impératrice cesse d'y élever des oiseaux et dès lors le pavillon sert d'orangerie et de serre. Un théâtre de bois était aménagé à proximité au XIXe siècle. En 1863 du côté sud de la volière un bassin est creusé avec une statue de Vénus au milieu, copie de Canova. La volière a été fortement endommagée pendant la guerre et a été restaurée en 1968 pour servir de pavillon de jardinage.
- Un labyrinthe végétal est installé à côté de la volière.
- Plus loin, le Pavillon de Rossi, construit à l'emplacement de l'ancien théâtre, date de 1913, selon les plans de l'architecte pétersbourgeois Carl Schmidt d'après un projet inabouti de Carlo Rossi de 1816. Le pavillon se présente en demi-cercle comme une charmante gloriette avec des colonnes et une coupole hémisphérique. Au milieu un monument en mémoire de l'impératrice est placé en 1914 par le sculpteur Vladimir Beklemichev[1].
- Les Grands Ronds dessinés en 1792-1799 par Brenna forment des parterres de fleurs avec au centre une terrasse de tuf à laquelle on accède par quatre escaliers de côté. Les terrasses sont ornées de statues de marbre blanc, La Justice et Le Mythe, originaires de Venise, de l'atelier de Pietro Baratta au début du XVIIIe siècle.
- Le Grand Escalier de pierre (1799, architecte V. Brenna) descend du palais vers les pentes vallonnées de la Slavianka. Il comprend soixante-quatre marches avec des statues de lions et des vases dans la partie haute et une paire de lions de fonte dans la partie basse.
- Le Théâtre de Verdure est installé en 1811 selon les plans du jardinier Heinrich Asmus et de l'architecte Andreï Voronikhine.
- La gloriette de Rossi dessinée par lui date de 1815 et se trouve à la place de l'ancien pavillon turc.
- Au nord de l'allée, se trouve la Laiterie, construite en 1782 par Cameron, comme une ferme des Alpes, dans l'esprit de celle de Versailles (mais beaucoup plus modeste) avec à l'époque un toit de chaumes. Des vaches autrefois y donnaient du lait et une salle était réservée aux invités pour y goûter des produits laitiers de la ferme. Quelques années plus tard, les vaches sont installées dans une nouvelle ferme plus spacieuse et plus éloignée, par commodité, et le pavillon devient un petit pavillon d'agrément.

|                                                       |                   |                      |                             |             |
| Vue du Pavillon des Trois Grâces dans le Jardin privé | Vue de la Volière | Le Pavillon de Rossi | Le Grand Escalier de pierre | La Laiterie |

### Champ de Parade
(mars 2016).
Si vous disposez d'ouvrages ou d'articles de référence ou si vous connaissez des sites web de qualité traitant du thème abordé ici, merci de compléter l'article en donnant les références utiles à sa vérifiabilité et en les liant à la section « Notes et références ».
Le Champ de Parade servait aux parades militaires qu'affectionnait particulièrement Paul depuis sa jeunesse. Il a été dessiné selon les plans de Vincenzo Brenna au bout de la triple allée de tilleuls. Après la mort de l'empereur, Pietro Gonzaga transforme cet emplacement entre 1803 et 1813 en un parc pittoresque, où les prés et les bosquets sont plantés d'espèces nordiques jouant sur toute une gamme de couleurs selon les saisons. Plusieurs objets architecturaux et paysagers sont protégés comme faisant partie du patrimoine culturel et architectural national : les étangs du Pavillon Rose, le Pont aux Cerfs, le mémorial des victimes de la Révolution, etc.
- Étangs du pavillon des Roses (années 1790, 1806-1807, par Pietro Gonzaga): ce sont des étangs artificiels au centre d'une composition champêtre.
  - Au milieu d'un étang, se trouve l'île de la princesse Lieven en l'honneur de l'amie de l'impératrice Marie et gouvernante des enfants impériaux, la princesse Charlotte von Lieven (1742-1828).
  - Pont aux Cerfs : œuvre de l'ingénieur A. N. Tchikaliov en 1879, dont les statues de cerfs en bronze ont disparu.
- Colonne de la princesse Lieven
- Mémorial des victimes de la Révolution : monument aux morts en mémoire des ouvriers et des soldats de l'Armée rouge, tués pendant la Révolution d'Octobre et la guerre civile russe.

|                          |                                   |                                                         |                   |
| L'un des aspects du parc | La colonne de la princesse Lieven | L'une des quatre statues de cerf au début du XXe siècle | Le Pont aux Cerfs |

### Vallée de la rivière Slavianka

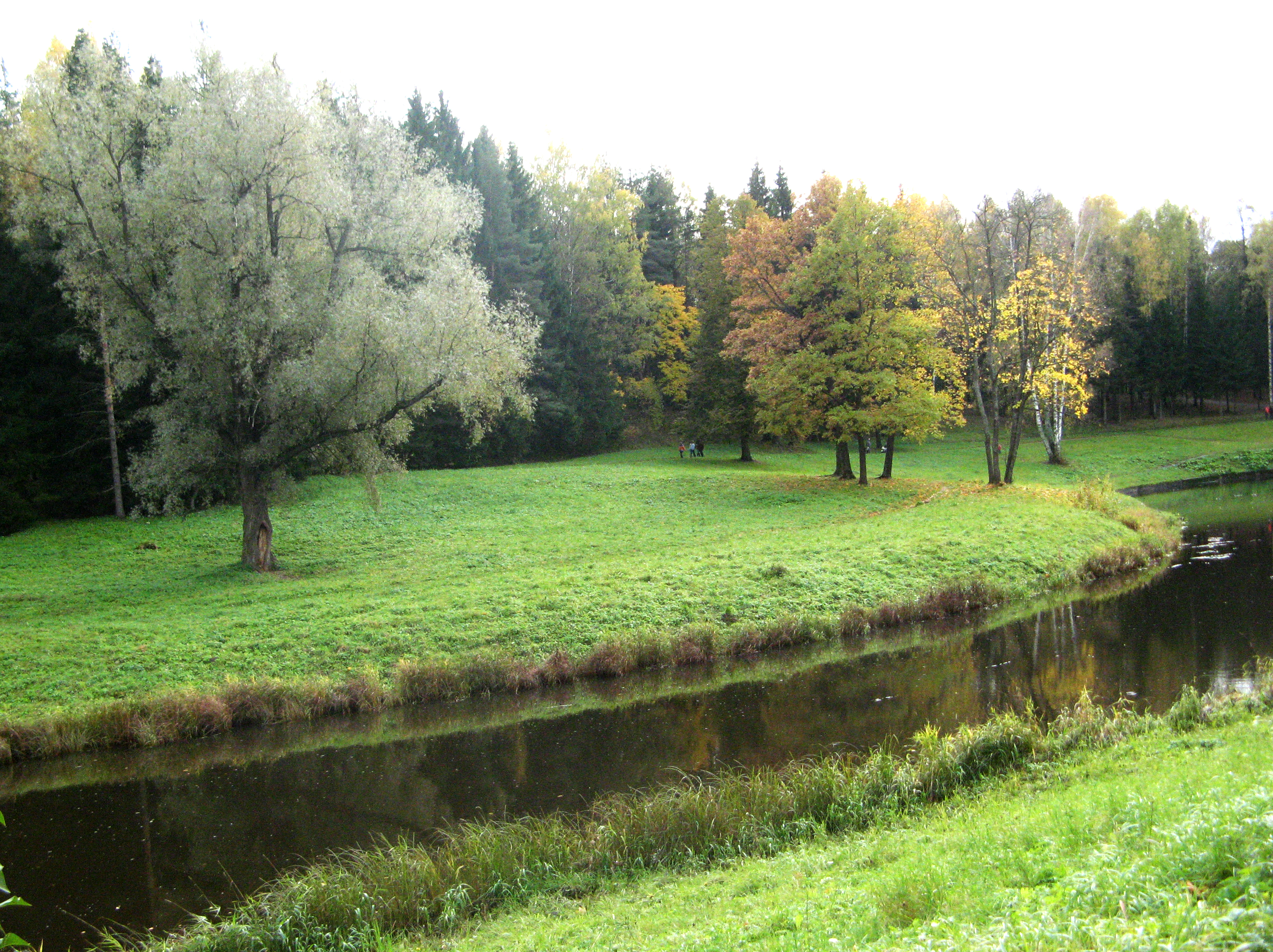
La Slavianka au début de l'automne.

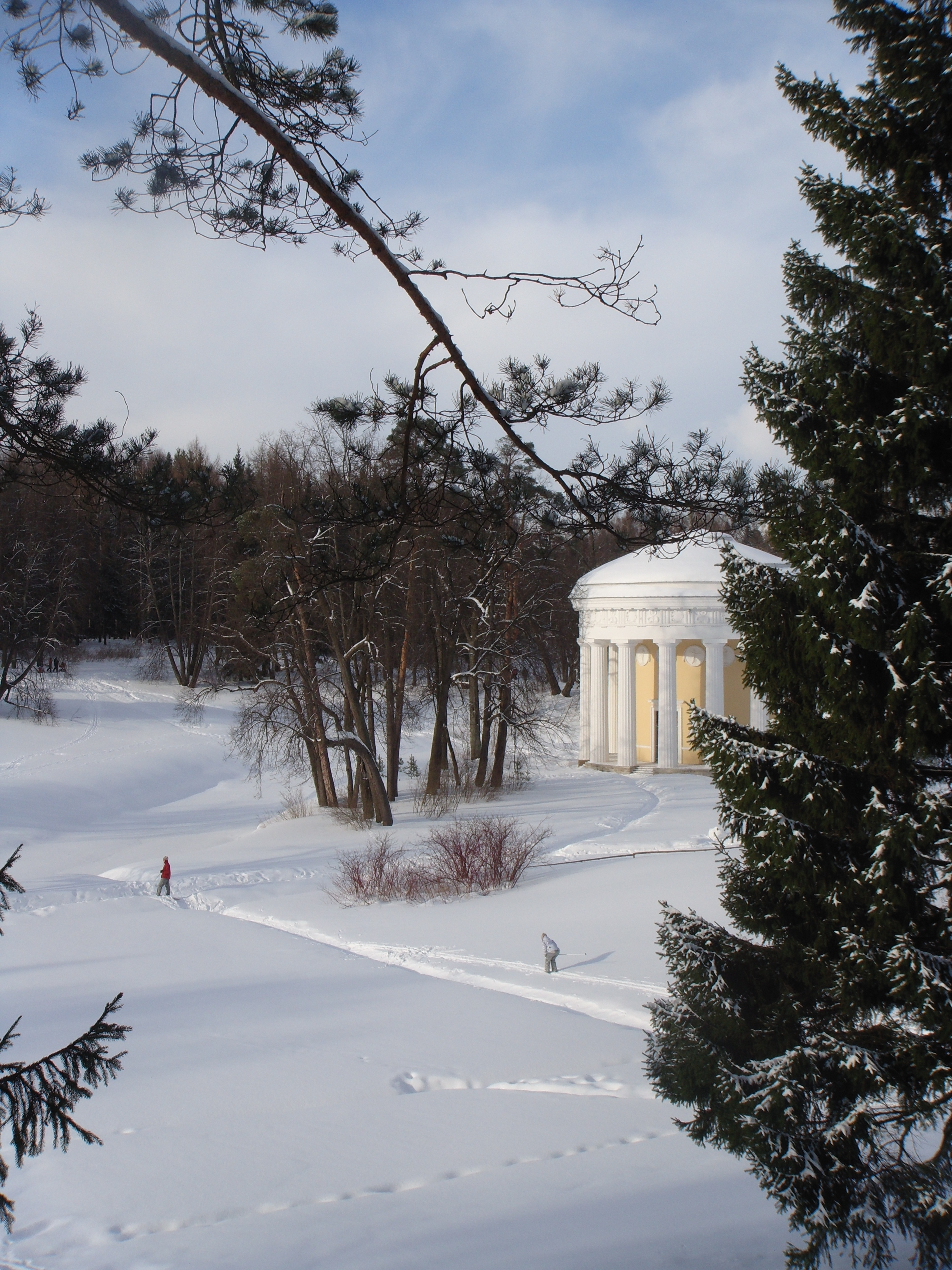
Le temple de l'Amitié en hiver.

Charles Cameron est à l'origine de cette partie du parc, dans le style anglais. Les méandres de la vallée et les berges formées de collines donnent une illusion de campagne à l'anglaise avec ses saules blancs, ses chênes, ses tilleuls et ses bouleaux. Des cascades sont arrangées le long du cours de la petite rivière. Tous les architectes de Pavlovsk ont participé à son décor en construisant des ponts ou des fabriques. 
- La Colonnade d'Apollon est dédiée au dieu du soleil protecteur des arts. Elle est construite en 1782-1783 au bord de la Slavianka par Cameron avec des colonnes doriques de grès gris entourant une copie de la statue de l'Apollon du Belvédère. Giacomo Quarenghi rajoute une cascade en 1800. En 1817, une partie de la colonnade tombe sous la foudre d'un orage violent: les colonnes éparses et les fragments de mur ajoutent alors à l'aspect romantique du lieu et il est décidé de le laisser en l'état, d'autant qu'il était vu des fenêtres du palais. La colonnade a été restaurée de fond en comble en 2010 et la cascade également grâce à une alimentation souterraine[3].
- Le bain froid, construit en 1799 par Cameron, servait l'été  à l'empereur Paul. Il y avait un vestiaire rectangulaire, une salle ronde avec un bassin et une fontaine.
- Le Pont des Centaures (1795-1796, construit par Brenna) est décoré de centaures de marbre d'après des statues originales romaines du IIe siècle ap. J.-C.
- La Porte de Fonte avec des vases a été construite dans les années 1820 par Carlo Rossi.
- Deux ponts, le pont Bossu et le pont Noir conduisent à une petite île. Le premier est construit en tuffeau par Cameron en 1784 sous forme de ruines et le second est construit par Cameron dans les années 1780 et reconstruit par Brenna en métal.
- Le Vieux Chalet est construit en 1790 près de l'allée botanique en forme de maison alpine avec un toit de chaume. Il abritait une salle-à-manger au décor exquis composé de fresques peintes par l'artiste français Viollier. Des cuisines se trouvaient de l'autre côté. Tout autour un jardinet de fleurs et un verger étaient cultivés pour le bonheur de l'impératrice Marie. Le tout a été détruit pendant la Seconde Guerre mondiale.
- Le temple de l'Amitié est un charmant pavillon imaginé par le tsarévitch Paul et son épouse, comme témoignage de remerciement à l'adresse de Catherine la Grande qui avait fait don des terres de Pavlovsk à son fils et à sa belle-fille. Charles Cameron dessine un temple à l'antique en rotonde en 1780-1782, décoré de cannelures et de colonnes doriques. Le temple de l'Amitié se trouve sur une petite presqu'île. Des bas-reliefs illustrent le thème de l'amour et de l'amitié. La frise de l'entablement est décorée de dauphins (symbole de l'amitié dans l'Antiquité) et de couronnes de laurier. Une statue de marbre de Catherine II était placée à l'intérieur, mais celle-ci en fait don en 1791 au comte Tchernychov, et elle est remplacée en 1792 par une statue d'albâtre de l'impératrice sous les traits de Cérès. Le temple servait à des déjeuners dans le parc et une maisonnette ressemblant à une fermette de l'autre côté de la Slavianka servait de cuisines. Cette maisonnette a été détruite au début du XIXe siècle.
- Le Pont de Fonte enjambe la Slavianka avec des ferronneries délicates, le tout issu des usines Alexandre de Petrozavodsk en 1823 selon les plans de Carlo Rossi.
- En face du temple de l'Amitié, Charles Cameron aménage en 1786-1787 une cascade artificielle, la Grande Cascade. En 1792, Brenna lui ajoute un décor de murs avec des balustrades et des vases. La cascade cesse de fonctionner dans les années 1850 par manque d'entretien.
- Le lac Rond date de 1781 selon un projet de Charles Cameron.
- Le Pont Visconti (1802-1803 est construit par Andreï Voronikhine et C. Visconti.
- L'amphithéâtre est construit en 1793 par Vincenzo Brenna sur une colline de la berge. Il est de plan semi-circulaire au fond de la verdure, avec des terrasses et des coulisses dessinés par des arbres et arbustes, ainsi qu'un endroit pour l'orchestre. Les escaliers étaient décorés de fontaines. Des représentations théâtrales y avaient lieu en été, ainsi que des soirées illuminées a giorno. Le cours de la Slavianka est ici élargi, formant un bassin, où l'on donnait autrefois des pantomimes sur des petites embarcations illuminées.
- À la limite de la Nouvelle Sylvie, se trouve la tour Pil — pavillon construit en 1797 par l'architecte Vincenzo Brenna à la place d'un ancien moulin. Elle était autrefois recouverte d'un toit de chaume, mais l'intérieur était luxueusement décoré avec un salon recouvert de fresques et de tableaux avec une belle cheminée de marbre et de meubles à la tapisserie brodée d'or. Un escalier de fonte menait à la salle du premier étage pour admirer la nature environnante. Un pont au pied de la tour construit par Voronikhine en 1808 possède des parapets de fonte finement dessinés.

|                      |                                   |                                      |          |                                                       |
| Colonnade d'Apollon. | Bain froid et pont des Centaures. | Pont de fonte et temple de l'Amitié. | Tour Pil | Amphithéâtre de pierres. Photographie des années 1900 |

### Bouleau Blanc
Ce secteur est occupé par un grand massif forestier de 250 hectares aménagé en 1801-1828 par Pietro Gonzaga dans un style paysager nordique ponctué de différents points de vue. On remarque dans le bois de bouleaux, le charmant pavillon des Roses [* 34] construit par Andreï Voronikhine et réarrangé par Carlo Rossi et Pietro Gonzaga.
- Rond des bouleaux blancs: place ronde de laquelle partent sept allées radiales.
- «Le plus bel endroit» consiste en prairies et en bosquets dans le goût le plus naturel.
- Pavillon des Roses: lieu de prédilection de l'impératrice Marie.

|                         |                                                            |
| Le « plus bel endroit » | Vue du Pavillon des Roses avec sa salle de bal à l'arrière |

### Vieille Sylvie
La Vieille Sylvie est un secteur moins important en surface du parc, avec un plan régulier conçu au début des années 1790 par Vincenzo Brenna. Le grand bosquet est parcouru de douze petites allées radiales autour d'une place centrale au milieu de laquelle se trouve une statue de l'Apollon du Belvédère. Ce secteur comprend aussi le Monument aux chers parents, les étangs de la Vieille Sylvie et de nombreuses statues.
Le Monument aux chers parents a été construit en 1786 par Charles Cameron en forme d'édicule rectangulaire, fermant la perspective d'une des douze petites allées. La niche semi-circulaire est ornée de colonnes et de pilastres de marbre rose de Tivdia (en Carélie), soutenant l'entablement. À l'origine, c'était un pavillon en mémoire de la sœur de l'impératrice Marie (née princesse de Wurtemberg), la duchesse Frédérique d'Oldenbourg (1765-1785). Mais quelques années plus tard, plusieurs membres de la famille de l'impératrice (qui avait onze frères et sœurs) meurent: sa sœur l'archiduchesse Élisabeth, morte à vingt-trois ans, son frère Carl, mort à vingt-et-un ans, puis son père le duc Frédéric-Eugène et enfin sa mère, la duchesse Frédérique-Sophie. C'est après tous ces décès qu'il est installé dans la niche en 1807 un groupe sculpté monumental de marbre par Ivan Martos, et le pavillon désormais sert à la mémoire de ces chers disparus.
|                                                          |                                          |                            |                               |                                                                                     |
| Apollon au milieu du rond-point des douze petites allées | Apollon, au fond la statue d'une Niobide | Monument aux chers parents | Statue du gladiateur Borghèse | Statue de Calliope d'Edme Gasteclou (1792), d'après l'originale du IIe s. av. J.-C. |

### Nouvelle Sylvie
Ce secteur a été aménagé en 1799-1800 par Vincenzo Brenna qui a voulu préserver le caractère sauvage et mystérieux d'une forêt profonde. On y trouve une statue d'Apollon musagète, la colonne de « la fin du monde » et le mausolée à l'Époux bienfaiteur.
- Colonne de la « fin du monde » érigée par Charles Cameron en 1783. Elle est en marbre rose d'Olonets et d'ordre ionique. Elle doit son nom au fait qu'elle se trouvait à l'ancienne limite du parc[4].
- Statue d'Apollon musagète du Français Edme Gasteclou (1782), d'après l'original du IVe siècle av. J.-C.
- Le Mausolée à l'Époux bienfaiteur a été construit en 1806-1819 en mémoire de l'empereur Paul Ier, selon un dessin de Jean-François Thomas de Thomon. Le mausolée prend la forme d'un temple grec tétrastyle. Ses colonnes doriques de granite rouge reposent sur un fondement de granite et soutiennent un fronton avec l'inscription « À l'Époux bienfaiteur ». Une frise représente une suite de masques tragiques les yeux fermés desquels coulent des larmes. On remarque à l'intérieur une sculpture monumentale, œuvre d'Ivan Martos, représentant une femme majestueuse et éplorée avec une urne funéraire; la famille de l'empereur Alexandre Ier de Russie est représentée sur le piédestal.

|                                   |                                |
| La Colonne de la « fin du monde » | Mausolée à l'Époux bienfaiteur |

### Vallée Rouge

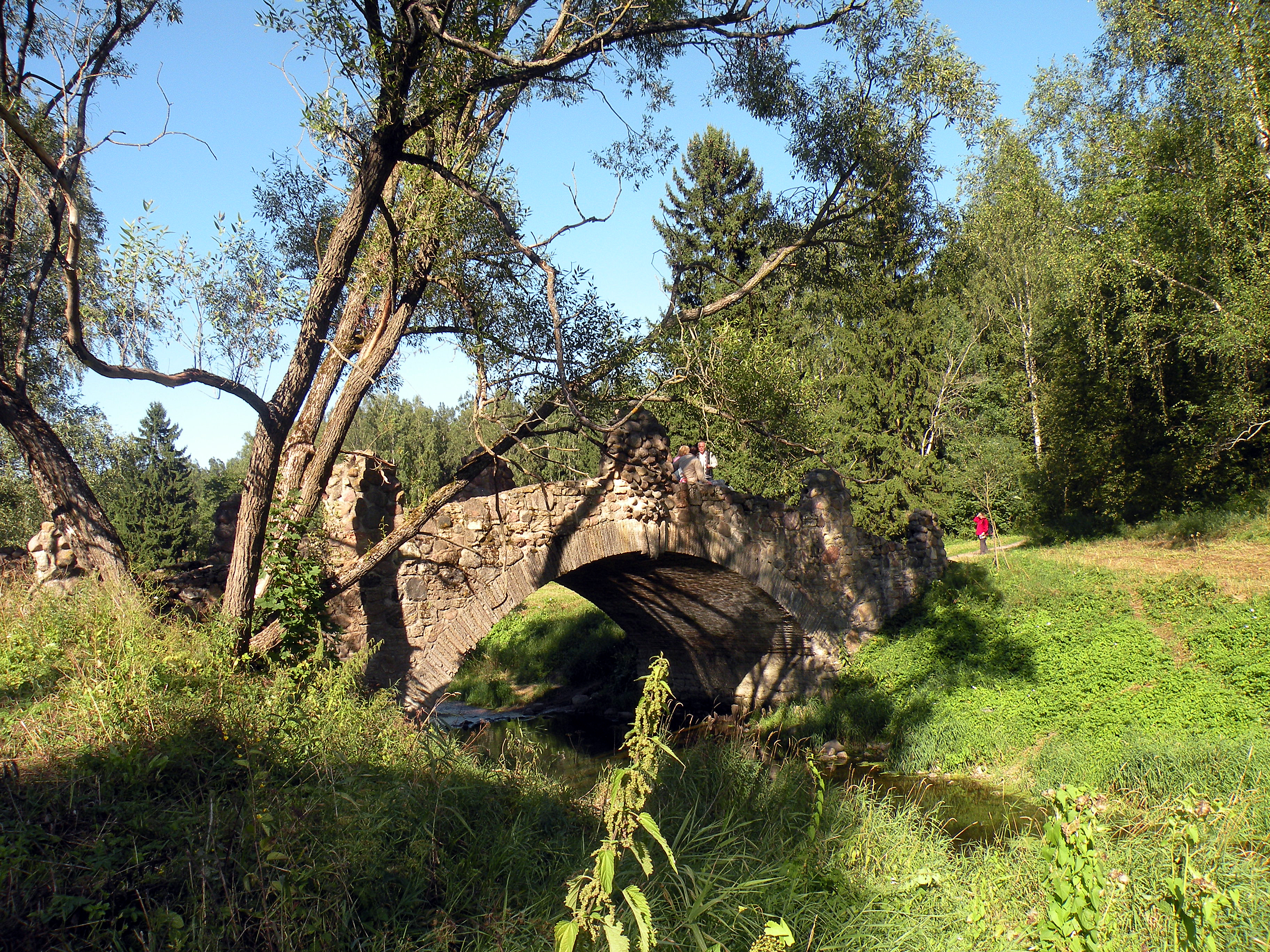
Pont de la Nouvelle Sylvie.

La Vallée Rouge longe les rives de la Slavianka. Cette partie du parc a été aménagée par Pietro Gonzaga entre 1801 et 1803. Les collines recouvertes de bosquets de chênes et de saules contrastent avec les berges ouvertes aux rayons du soleil.
- Le Pont de la Nouvelle Sylvie a été construit en 1875 par l'ingénieur A. N. Tchikaliov selon les plans de l'architecte I. Ya. Potolov. C'est un pont de pierre imitant des ruines.
- Le Pavillon d'Élisabeth, ou le Pavillon de la Vallée Rouge, disparu aujourd'hui, était une petite construction rectangulaire romantique conçue par Charles Cameron entre 1800 et 1804, avec un portique classique de marbre rose, entouré d'une colonnade de pierre inachevée. Le toit était orné autrefois d'un belvédère avec une balustrade de bois de bouleau pour admirer la nature environnante. L'intérieur était constitué d'une grande salle décorée par Gonzaga avec des colonnes d'angle de faux marbre et des bas-reliefs.
- Les Ruines (1803-1807) construites par Cameron, donnent une impression de vérité, adossées à une petite colline et entourées d'arbres. Elle rendent une atmosphère à l'antique pleine de romantisme. Une statue de Vénus se trouvait autrefois dans une des niches avec d'autres statues en provenance d'Italie. Elles sont conservées aujourd'hui au musée de l'Ermitage.

### Vallée des Étangs
Cette partie conçue par Pietro Gonzaga est constituée de forêts silencieuses et d'étangs profonds ombragés de grands arbres: on y trouve les étangs de la Salle Ronde, les étangs du Nouveau Chalet (pavillon disparu) et l'étang de Vénus avec l'île de l'Amour.

### Grande Étoile
Vincenzo Brenna est l'auteur de ce secteur du parc, appelé aussi Nouveau jardin. Il s'inspire de la Vieille Sylvie avec un rond-point central duquel partent de longues allées radiales; chaque allée reçoit un nom différent, allée du Soleil rouge, allée du champ riche, allée de la Femme verte, allée de la Slavianka, allée du Vieux chalet, allée du Bon camarade rouge, allée de l'Amitié, allée des Champignons, allée du Jeune fiancé, allée de la Colline rouge, allée du Canal. Cette partie du parc était disposée pour la promenade, aussi bien à pied, qu'en équipage ou à cheval.
- La Salle ronde (ou le Salon de musique) est construite sur la place centrale en 1799-1800 par Vincenzo Brenna. Elle se présente sous la forme d'un pavillon rectangulaire malgré son nom avec des portiques de côté et des absides qui lui donnent un aspect arrondi. Ce pavillon servait à des soirées musicales ou à des bals intimes.
- Le Vauxhall ou Kursaal de musique comprenait une salle de banquet et une salle de concert. Il a été construit par Andreï Stackenschneider et fut inauguré le 22 mai 1838. Le bâtiment a été détruit pendant la Grande Guerre patriotique. Aujourd'hui un mémorial est érigé à sa place.
- Les étangs du Vauxhall datent de la fin du XVIIIe siècle
- Le stade de football a été aménagé au XXe siècle

|                                                                             |                |                                                                              |
| Le Pavillon d'Élisabeth (aujourd'hui disparu). Photographie des années 1900 | La Salle ronde | Le Vauxhall de Pavlovsk (aujourd'hui disparu). Carte postale des années 1900 |